# County Seat
Ein County Seat ist der Verwaltungssitz eines Countys in den Vereinigten Staaten und in Kanada.
Ein County Seat hat üblicherweise seine Örtlichkeit in einem zentral gelegenen Courthouse, wo sich für gewöhnlich neben der Verwaltung auch die niedrigste Gerichtsinstanz (County Court oder District court) befindet. Im Gegensatz zur österreichischen oder deutschen Handhabung wird der jeweilige Ort nicht automatisch zur Bezirkshauptstadt, zumal es auch Courthouses gibt, die sich außerhalb einer größeren Siedlungseinheit befinden – das berühmteste Beispiel ist das (als solches nicht mehr fungierende) Appomattox Court House.
Im Vereinigten Königreich und in Irland wird der Begriff County Town verwendet.

## Besonderheiten in den einzelnen US-Staaten
- In insgesamt 36 Countys in 11 Bundesstaaten gibt es zwei County Seats in einem County.
- In Alaska wird der Name Borough Seat verwendet.
- In Louisiana wird statt County der Begriff Parish verwendet. Der County Seat wird daher auch als Parish Seat bezeichnet.
- In einigen Staaten Neuenglands wie Connecticut, Massachusetts (teilweise) und Rhode Island wurden die politischen Befugnisse der Countys im Lauf des 20. Jahrhunderts abgeschafft, sie sind nur noch geographische Bezeichnungen und Statistikeinheiten. Entweder werden die Gemeinden selbst oder die Verwaltung des jeweiligen Bundesstaates tätig.
- Zwei Countys in South Dakota (Oglala Lakota und Todd) haben keinen County Seat. Deren Funktionen werden von benachbarten County Seats ausgeführt.
- In Vermont und Maine werden die Städte, in denen sich der County Seat befindet, Shire Town genannt. Diese Bezeichnung ist auch in anderen Neuengland-Staaten (meist in einem historischen Zusammenhang) und den kanadischen Atlantikprovinzen üblich und stammt von der historischen angelsächsischen Verwaltungseinheit Shire.
- In Virginia liegen die County Seats manchmal auch außerhalb des Countygebiets, da nach dem örtlichen Recht größere Städte – ähnlich einer kreisfreien Stadt – unabhängig sind.
- Das Gebiet größerer Städte kann sich über mehrere Countys erstrecken. So liegt der nördliche Teil von Amarillo, Texas im Potter County, der südliche im Randall County. Während Amarillo der County Seat von Potter ist, ist für Randall der County Seat Canyon (Texas) zuständig.